# Sassonia-Römhild

Il ducato nel 1680

Il ducato di Sassonia-Römhild (Sachsen-Römhild) era un ducato ernestino situato nella parte meridionale della Turingia. Venne istituito nel 1680 per uno dei figli della dinastia dei Sassonia-Gotha, Enrico, figlio del Duca Ernesto I (1601-1675) il quale ottenne per sé il Principato di Sassonia-Römhild con l'unione della regione di Römhild, Königsberg (passate nel 1683 alla Sassonia-Hildburghausen), Themar, Kellerei Behrungen, Hof zu Milz e Lehen. 
Alla sua morte, nel 1710, il Principato venne diviso tra diversi stati tra cui il Sassonia-Gotha-Altenburg (7/12 di Themar), il Sassonia-Coburgo-Saalfeld (1/3 di Römhild e 5/12 di Themar), Sassonia-Meiningen (2/3 di Römhild) e il Sassonia-Hildburghausen (Kellerei Behrungen, Hof zu Milz e Lehen). 

## Duchi di Sassonia-Römhild
- Enrico

Diviso tra Sassonia-Gotha-Altenburg, Sassonia-Coburgo-Saalfeld, Sassonia-Meiningen e Sassonia-Hildburghausen